# Adrara San Martino
Adrara San Martino là một đô thị ở tỉnh Bergamo, vùng Lombardy, Italia.
Công trình nổi bật ở đô thị này là nhà thờ San Martino (thế kỷ 15, sau đó trùng tu), với đá trắng. Nhà thờ này có chứa tranh của Giovanni Carnovali, Francesco Coghetti và Giacomo Trecourt. Ngoài ra, đô thị này còn có phế tích lâu đài Trung cổ.